# Municipio Tecate
Koordinaten: 32° 30′ N, 116° 36′ W
Tecate ist ein Municipio im mexikanischen Bundesstaat Baja California mit gut 100.000 Einwohnern. Das Municipio bedeckt eine Fläche von ca. 2689 km². Verwaltungssitz und größter Ort des Municipios ist das gleichnamige Tecate.

## Geographie

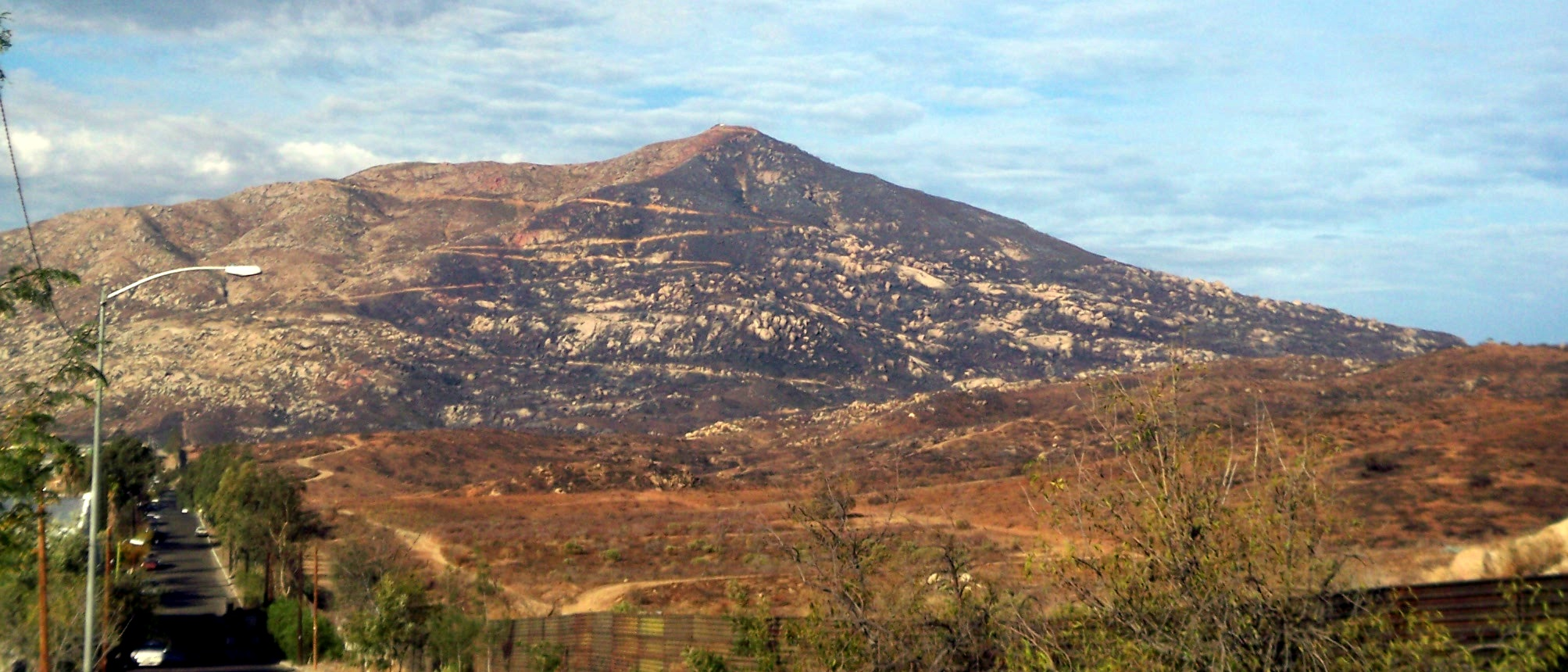
Berg Cuchuma in Tecate

Das Municipio Tecate liegt im Norden des Bundesstaates Baja California im Landesinneren auf Höhen zwischen 200 m und 1600 m. Das Gemeindegebiet zählt zu 98 % zur physiographischen Provinz der Halbinsel Niederkalifornien und zu 2 % zu den Ebenen Sonoras. 70 % des Municipios werden der hydrographischen Region Baja California Noroeste zugerechnet, 4 % Baja California Noreste und 26 % entwässern über den Río Colorado in den Golf von Kalifornien. Die Geologie Tecates wird von Intrusivgestein dominiert, primär von Granodiorit-Tonalit (51 %) und Granit (9 %), bei etwa 17 % Metamorphiten, 6,5 % Sedimentgestein und 4 % Alluvionen. Vorherrschender Bodentyp sind der Leptosol (67 %) und Regosol (19 %). Über 70 % des Municipios sind von Gestrüpplandschaft bedeckt, ungefähr 16 % sind bewaldet.
Das Municipio Tecate grenzt im Süden ans Municipio Ensenada, im Osten an Mexicali, im Westen an Tijuana und im Norden an den US-Bundesstaat Kalifornien.

## Bevölkerung
Das Municipio zählt laut Zensus 2010 101.079 Einwohner in etwa 26.000 Wohneinheiten. Davon wurden 812 Personen als Sprecher einer indigenen Sprache registriert, darunter 122 Sprecher des Purépecha und 101 Sprecher des Kumeyaay. Etwa 2,4 % der Bevölkerung waren Analphabeten. 41.575 Einwohner wurden als Erwerbspersonen registriert, wovon ca. 65 % Männer bzw. 5,2 % arbeitslos waren. 1,6 % der Bevölkerung lebten in extremer Armut.

## Orte
Das Municipio Tecate umfasst 445 bewohnte localidades, von denen neben dem Hauptort auch Lomas de Santa Anita, Nueva Colonia Hindú und Luis Echeverría Álvarez vom INEGI als urban klassifiziert sind. Fünf Orte wiesen beim Zensus 2010 eine Einwohnerzahl von über 2000 auf, weitere sieben Orte hatten zumindest 500 Einwohner, mehr als 400 Orte weniger als 100 Einwohner. Die größten Orte sind:
| Ort                                 | Einwohner |
| Tecate                              | 64.764    |
| Lomas de Santa Anita                | 06.604    |
| Nueva Colonia Hindú                 | 04.431    |
| Cereso del Hongo                    | 04.278    |
| Luis Echeverría Álvarez (El Hongo)  | 02.411    |
| Hacienda Tecate                     | 01.871    |
| Valle de las Palmas                 | 01.860    |
| La Rumorosa                         | 01.836    |
| Maclovio Herrera (Colonia Aviación) | 01.219    |
| Alfonso Garzón (Granjas Familiares) | 01.188    |
| El Mirador                          | 01.171    |
| Sierra Tecate                       | 00.585    |